# تورج پورمروت
تورج پورمروت (۱۳۲۲ – ۱۱ دی ۱۴۰۲) فیلم‌بردار اهل ایران بود.

## فیلم‌بردار
- مردی که موش شد (۱۳۶۴)
- همراهان (۱۳۵۶)
- پلنگ در شب (۱۳۵۴)
- دو آقای باشخصیت (۱۳۵۴)
- هدف (۱۳۵۴)
- بنده خدا (۱۳۵۳)
- جوجه فکلی (۱۳۵۳)
- بندری (۱۳۵۲)
- مردها و نامردها (۱۳۵۲)
- ساحره (۱۳۵۱)
- ساعت فاجعه (۱۳۵۱)
- قدیر (۱۳۵۱)
- زیر بازارچه (۱۳۵۰)
- عشقی‌ها (۱۳۵۰)
- حسن فرفره (۱۳۴۹)
- قهرمانان نمی‌میرند (۱۳۴۹)
- تعطیلات داش اسمال (۱۳۴۸)

## تدوین
- همراهان (۱۳۵۶)